# Королин (Львовская область)
Королин (укр. Королин) — село в Мостисской городской общине Яворовского района Львовской области Украины.
Население по переписи 2001 года составляло 153 человека. Занимает площадь 0,616 км². Почтовый индекс — 81334. Телефонный код — 3234.